# Срђан Керим
Срђан Керим (мкд. Срѓан Керим, тур. Sercan Kerim; Скопље, 12. децембар 1948) македонски је дипломата и економиста. Бивши је министар иностраних послова Републике Македоније и председник Генералне скупштине Уједињених нација.

## Биографија
Рођен је 12. децембра 1948. у турској породици у Скопљу. Дипломирао је на Економском факултету Универзитета у Београду. Одржао је неколико предавања на Универзитету у Хамбургу и Универзитету Њујорк.